# Hawana (film)
Hawana – amerykański melodramat z 1990 roku na podstawie powieści Judith Rascoe.
Film jest remakiem "Casablanki" z 1942 roku.

## Główne role
- Robert Redford - Jack Weil
- Lena Olin - Roberta Duran
- Alan Arkin - Joe Volpi
- Daniel Davis - Marion Chigwell
- Tony Plana - Julio Ramos
- Betsy Brantley - Diane
- Lise Cutter - Patty
- Richard Farnsworth - Profesor
- Raul Julia - Arturo Duran
- Tomas Milian - Menocal
- Mark Rydell - Meyer Lansky
- Dion Anderson - Roy Forbes
- Owen Roizman - Santos

i inni

## Opis fabuły
Hawana, rok 1958. Do miasta przybywa Jack Weil, zawodowy pokerzysta. Jego celem jest zdobycie wielkiej wygranej, ale miasto jest na krawędzi rewolucji. Los sprawia, że Jack zakochuje się w Robercie, żonie rewolucjonisty, Arturo Durana. Arturo zostaje aresztowany, a między nimi dochodzi do uczucia.

## Nagrody i nominacje
Oscary za rok 1990
- Najlepsza muzyka - Dave Grusin (nominacja)

Złote Globy 1990
- Najlepsza muzyka - Dave Grusin (nominacja)